# Ipomoea pandurata
Ipomoea pandurata är en vindeväxtart som först beskrevs av Carl von Linné, och fick sitt nu gällande namn av G.F.W. Mey. Ipomoea pandurata ingår i släktet praktvindor, och familjen vindeväxter. Inga underarter finns listade i Catalogue of Life.

## Bildgalleri

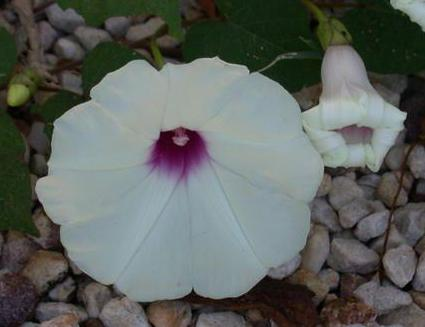
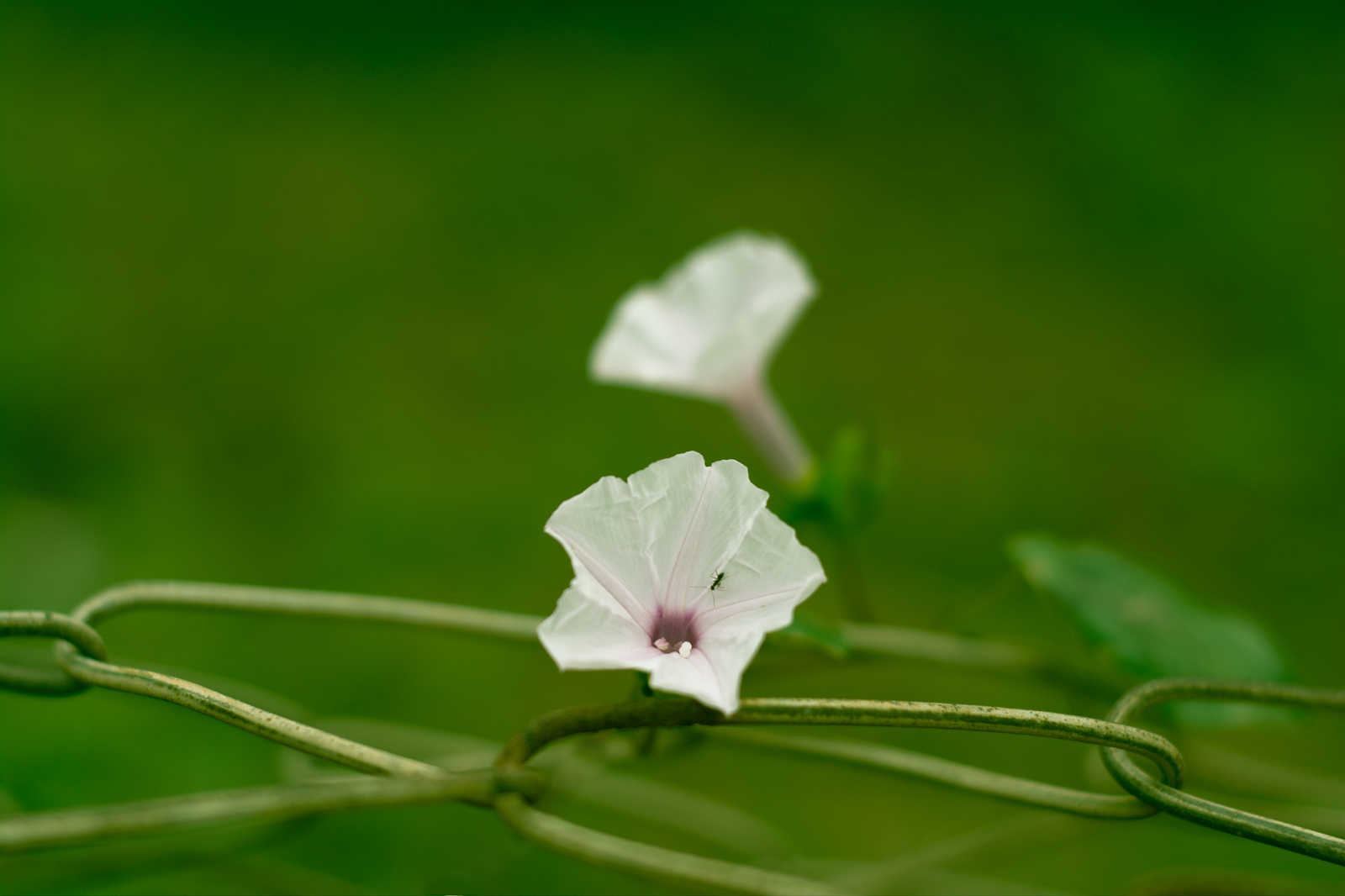
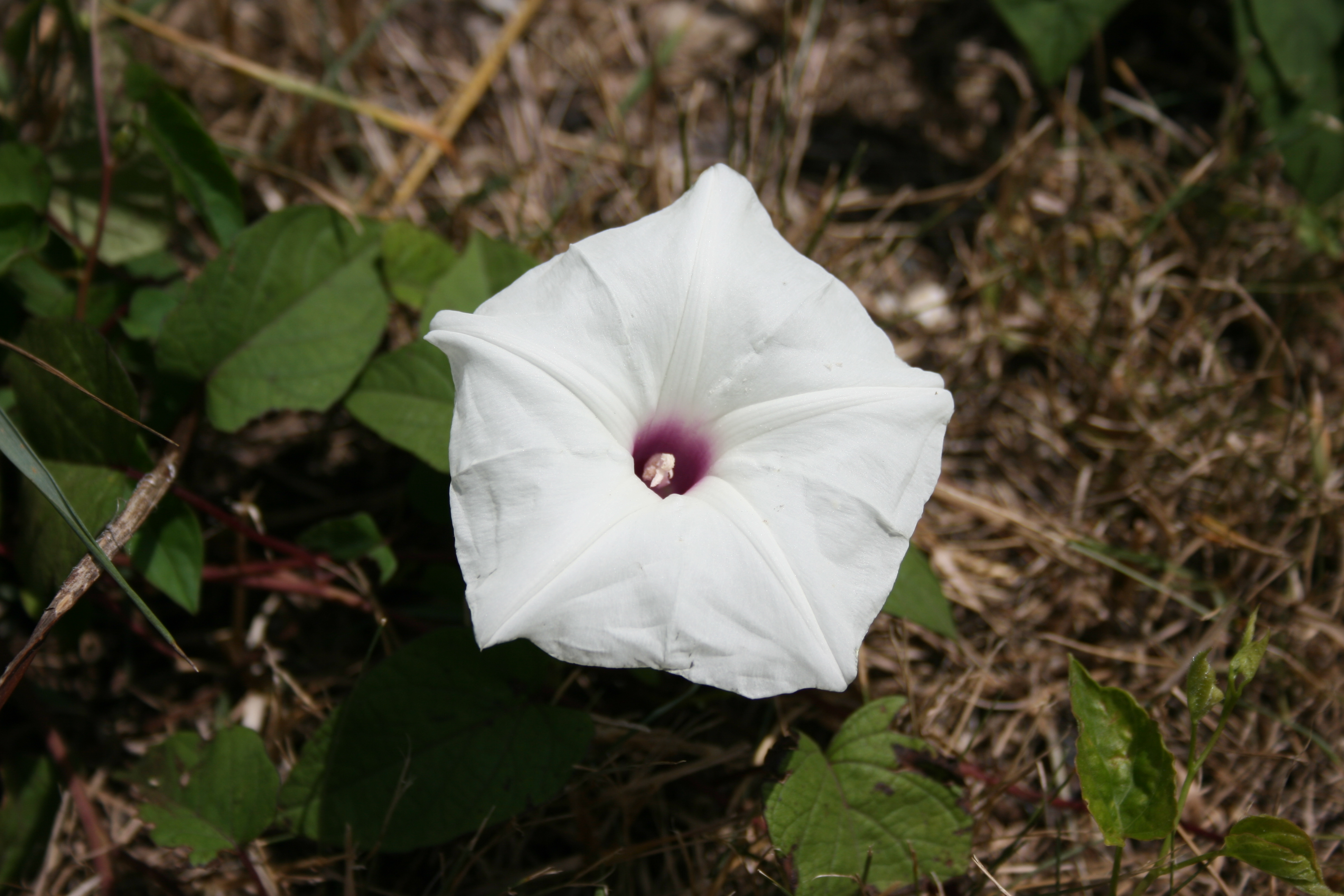